# Une amitié sacrée
 (août 2024).
La mise en forme du texte ne suit pas les recommandations de Wikipédia : il faut le « wikifier ».
Les points d'amélioration suivants sont les cas les plus fréquents :
- Les titres sont pré-formatés par le logiciel. Ils ne sont ni en capitales, ni en gras.
- Le texte ne doit pas être écrit en capitales (les noms de famille non plus), ni en gras, ni en italique, ni en « petit »…
- Le gras n'est utilisé que pour surligner le titre de l'article dans l'introduction, une seule fois.
- L'italique est rarement utilisé : mots en langue étrangère, titres d'œuvres, noms de bateaux, etc.
- Les citations ne sont pas en italique mais en corps de texte normal. Elles sont entourées par des guillemets français : « et ».
- Les listes à puces sont à éviter, des paragraphes rédigés étant largement préférés. Les tableaux sont à réserver à la présentation de données structurées (résultats, etc.).
- Les appels de note de bas de page (petits chiffres en exposant, introduits par l'outil «  Source ») sont à placer entre la fin de phrase et le point final[comme ça].
- Les liens internes (vers d'autres articles de Wikipédia) sont à choisir avec parcimonie. Créez des liens vers des articles approfondissant le sujet. Les termes génériques sans rapport avec le sujet sont à éviter, ainsi que les répétitions de liens vers un même terme.
- Les liens externes sont à placer uniquement dans une section « Liens externes », à la fin de l'article. Ces liens sont à choisir avec parcimonie suivant les règles définies. Si un lien sert de source à l'article, son insertion dans le texte est à faire par les notes de bas de page.
- La présentation des références doit suivre les conventions bibliographiques. Il est recommandé d'utiliser les modèles {{Ouvrage}}, {{Chapitre}}, {{Article}}, {{Lien web}} et/ou {{Bibliographie}}. Le mode d'édition visuel peut mettre en forme automatiquement les références.
- Insérer une infobox (cadre d'informations à droite) n'est pas obligatoire pour parachever la mise en page.

Pour une aide détaillée, merci de consulter Aide:Wikification.
Si vous pensez que ces points ont été résolus, vous pouvez retirer ce bandeau et améliorer la mise en forme d'un autre article.
Une amitié sacrée (Chrome Soldiers), est un téléfilm américain, réalisé par Thomas J. Wright et sorti, en 1992.

## Synopsis
Quand Jim "Flash" Gordon rentre chez lui, dans sa ville natale de l'Oregon, après la guerre du Vietnam, ce n'est pas en héros qu'il est accueilli. Son frère, Stony vient de mourir tragiquement, dans un accident. Jim et ses frères d'armes, tous d'ex-soldats qui roulent en motos, se réunissent aux funérailles de Stony. Après l'enterrement de son frère, Jim, déterminé à découvrir la vérité, enquête sur les circonstances de l'accident et découvre que son frère avait découvert un réseau de trafiquants de drogue dont le chef n'est autre que le shérif de la ville. Déterminé à venger la mort de Stony, Jim réunit ses frères d'armes, pour une vengeance implacable.

## Fiche technique
- Titre original : Chrome Soldiers
- Titre français : Une amitié sacrée
- Réalisation : Thomas J. Wright
- Scénario : Ross LaManna, John McCormick et Nick Randall
- Musique : Steve Dorff
- Direction artistique : James Shanahan
- Montage : Billy Dickson
- Production: Derek Kavanagh, Dori Weiss et Thomas J. Wright
- Sociétés de production: Chrome Soldiers Production, Whilshire Court Production
- Sociétés de distribution: USA Network, Paramount Home Entertainment
- Pays d'origine: États-Unis
- Langue originale: Anglais
- Format : couleur - 1,33:1 (4/3 à la télévision) - son Stéréo
- Genre: Drame, Action
- Durée: 92 minutes
- Dates de sortie:
- États-Unis: 6 mai 1992
- Classification :
- États-Unis : R – Restricted (Les enfants de moins de 17 ans doivent être accompagnés d'un adulte).

## Distribution
- Jim "Flash" Gordon: Gary Busey
- Gabbe Ricci: Ray Sharkey
- Shérif Blackwell: William Atherton
- Clay Cantrell: Norm Skaggs
- Adjoint du shérif Ralph Johnson: Nicholas Guest
- Tom Pressman: D.David Morin
- Sam "Stony" Gordon: Kim Robillard
- Perry Beach: Raphet Kotto
- Mary Anne Gordon: Shawna Schuh
- Joe Carter: Joe Ivy
- Susan Carter: Karen Trumbo
- Ted: Dylan Taylor
- Sam Gordon Junior: Gary Lee Dansenburg
- Charlie Gordon: Robert James White
- Miguel: Enrique Arias
- Adjoint du shérif Simon: Doug Roughier
- Marjorie Beach: Marjorie Johnson